# 巴爾楚渾
巴爾楚渾（？—1655年），滿洲愛新覺羅氏。清太祖努爾哈赤曾孫、禮烈親王代善長子克勤郡王岳託第四子。
順治六年（1649年），恩封為貝勒。順治十二年〈1655年〉逝世。諡號「和惠」。